# Reprezentacja Estonii na żużlu
Reprezentacja Estonii na żużlu – grupa żużlowców reprezentujących Republikę Estońską w sportowych imprezach międzynarodowych. Za jej funkcjonowanie odpowiedzialna jest Eesti Mootorrattaspordi Föderatsioon (EMF).

## Kadra
Następujący żużlowcy zostali nominowani do reprezentowania Estonii w zawodach FIM i FIM Europe w sezonie 2022::
U-21:
- Karl Johannes Lattik
- Markus Maximus Lill
- Aadam Seermaa

250cc:
- Carlos Saabas
- Frido Ving Viidas